# Vriesea altomacaensis
Vriesea altomacaensis là một loài thuộc chi Vriesea. Đây là loài đặc hữu của Brasil.